# Stonoupproret
Stonoupproret (engelska: Stono Rebellion, Cato's Conspiracy eller Cato's Rebellion) är ett av de tidigaste kända slavupproren i USA. Den 9 september 1739 samlades en grupp slavar från South Carolina vid Stono River (varifrån upprorets namn kommer) för att planera en väpnad demonstration för sin egen frihet.

## Bakgrund
Flera faktorer kan ha fått slavarna att tro att ett uppror skulle vara framgångsrikt. En epidemi av gula febern hade försvagat slavägarna, det ryktades om ett kommande krig mellan Storbritannien och Spanien, och man hade hört rykten om slavar som hade blivit fria genom att fly till det spanskkontrollerade Florida, vilket sammantaget gav slavarna hopp om sin egen frihet. Det har också föreslagits att slavarna medvetet såg till att revolten ägde rum innan den 29 september, då "Security Act" från 1739 (som gjorde det obligatoriskt för vita män att bära vapen på söndagar) skulle börja gälla. Det kan vara så att de insåg att om de inte agerade innan den 29 september, så skulle de ha förspillt sin enda chans.

## Revolten
Den 9 september 1739 möttes tjugo afroamerikanska carolinier, ledda av den angolska slaven Jemmy, vid Stono River, några mil sydväst om Charleston i South Carolina. De tågade längs vägen med en skylt med texten "Liberty" ("frihet"), och de sjöng unisont samma ord. De beslagtog vapen och ammunition vid en butik vid Stono Bridge, där de också dödade två butiksbiträden. De höjde en flagga och fortsatte söderut mot spanska Florida, ett välkänt flyktingområde för rymda slavar. De samlade fler rekryter på vägen och var till slut uppe i 80 man. De brände upp sju plantage och dödade 20 vita personer. South Carolinas viceguvernör, William Bull, och fyra av hans vänner red in i gruppen av misstag. Bull flydde och varnade andra slavägare. De uppbådade en mobb av plantage- och slavägare och begav sig ut för att leta rätt på Jemmy och hans efterföljare.
Nästa dag hann väpnade milissoldater ikapp de förrymda slavarna. Tjugo vita carolinier och fyrtiofyra av slavarna dog under striderna, innan upproret slutgiltigt slogs ned. De tillfångatagna slavarna halshöggs sedan, och deras huvuden spikades upp på stolpar längs vägen mellan stridsplatsen och Charles Town.

## Efter revolten
Året därefter följde ännu ett uppror i Georgia, och året efter det ägde ett annat rum i South Carolina, vilket kolonialisterna misstänkte var inspirerat av Stonoupproret. Stonoupproret orsakade ett tio års långt uppehåll av slavimporten genom Charleston och resulterade i ett strängare klimat för slavarna, bland annat förbud för slavar att tjäna pengar och få utbildning.